# Góra Krzyżowa (Lidzbark Warmiński)
Góra Krzyżowa – wzniesienie o wysokości 135,1 m n.p.m. położone na terenie Lidzbarka Warmińskiego.
Przez górę przebiega czarny szlak, a ze szczytu rozciąga się widok na miasto i okolice.
Na południowo-wschodnim stoku znajdował się Ośrodek Sportów Zimowych „Krzyżowa Góra”, w którego skład wchodziły m.in. skocznia narciarska, tor saneczkowy o długości 450 m oraz 2 wyciągi narciarskie z 4 trasami zjazdowymi. Od 2012 roku ośrodek sportów nie funkcjonuje, a infrastruktura została zniszczona. W sezonie letnim zbocza wzgórza pozwalają na uprawianie crossu kolarskiego.